# Bogusława Michałowska-Kowalska
Bogusława Michałowska-Kowalska (ur. 23 września 1931 w Grudziądzu, zm. 31 stycznia 2020) – artystka plastyk, projektantka i architektka wnętrz. Razem z mężem Czesławem Kowalskim znana z projektu mebli, zwłaszcza z „Mebli Kasetonowych MK”, słynnej meblościanki.

## Życiorys
Córka Stanisława Michałowskiego i Julii z d. Kapczyńskiej. W 1957 r. ukończyła studia na Wydziale Architektury Wnętrz Wyższej Szkoły Sztuk Plastycznych w Poznaniu). Na studiach poślubiła Czesława Kowalskiego, z którym rozpoczęła działalność projektową. W 1964 r. urodziła syna, Jacka Kowalskiego.
Była członkiem warszawskiej Rady Artystycznej „Cepelii”, a także współinicjatorką powstania i komisarzem Prezydium Rady Programowej II Międzynarodowego Triennale Mebla. Wiceprzewodnicząca komórki zakładowej Solidarność „Cepelia” w latach 1981–1990. W 1989 r. dołączyła do Komitetu Obywatelskiego Ziemi Kórnickiej.

## Twórczość
Po studiach wraz z mężem tworzyła scenografie dla poznańskich teatrów.
Na początku lat 60., na konkurs Związku Polskich Artystów Plastyków i Zjednoczenia Przemysłu Meblarskiego, zaprojektowali zestaw małych mebli do mieszkań. Propozycja Kowalskich zdobyła dużą popularność wykorzystując zabudowywanie ścian i wielofunkcyjne segmenty. Okazało się to wydajnym rozwiązaniem w powszechnych w PRL mieszkaniach dość małych i ograniczonych wieloma normatywami. Wymuszały one wydzielanie mniejszych pomieszczeń i łączenie ich funkcji, np. salonu z sypialnią. Tzw. meblościanka, mebel segmentowy lub mebel kasetonowy Kowalskich, była wielofunkcyjna – poza półkami mogła posiadać łóżko, szafę, stół, regał, witrynę. Za jej projekt Kowalscy zostali wyróżnieni w konkursie, a meblościankę pokazano na 17. Międzynarodowych Targach Poznańskich.
Zdobywające popularność meble segmentowe zostały wystawione na pokazie „Meble do małych mieszkań” w Warszawie w 1963 r., przy ulicy Przeskok, razem z projektami m.in. Haliny Skibniewskiej. Meblościanka została wprowadzona do masowej produkcji. Dzięki standaryzacji mogła być prefabrykowana na dużą skalę, a także dostosowywana przez użytkowników do ich indywidualnych potrzeb. Przypominało to projektowanie skandynawskie lub przedwojenną kuchnię frankfurcką. Propagowanie nowych mebli stało się zbieżne z polityczną misją walki z burżuazyjnymi, mieszczańskimi śladami w polskich mieszkaniach – dużymi i starymi meblami, które do najnowszych mieszkań nie pasowały. Meblościanka szybko stała się jednym z symboli małej stabilizacji lat 60., jak i całego PRL. Jej egzemplarze znajdują się w Muzeum Narodowym w Warszawie i Muzeum Narodowym w Krakowie.

Masowa produkcja projektów Kowalskich spowodowała, niestety, obniżenie ich jakości. Powstała komisja, która miała pogodzić zamierzenia autorów z możliwościami zakładów. Jak wspomina Bogusława Kowalska:
Było tak kiepsko z materiałami, że wszystkie nasze segmenty w całym kraju powlekano tą samą okleiną. Najpierw był to rodzaj ładnego mahoniu – i te okazały się najbardziej udane, naturalne. Potem ktoś zaczął sprowadzać okładziny plastikowe w różnych barwach, zrobiła się straszna kakofonia kolorów. (...) Polewało się błyszczącymi lakierami, a przecież z założenia miały to być meble matowe.
W latach 70., w miarę rozwoju konsumpcjonizmu w PRL, Kowalscy dodawali do swoich projektów m.in. podświetlane barki czy miejsce na telewizor.
Bogusława Michałowska-Kowalska zaprojektowała również wnętrza tzw. „gościńców wielkopolskich”, pawilony handlowe „Cepelii” i wnętrza „karczm” na polskich promach morskich. Oprócz mebli, do jej praktyki twórczej należało także malarstwo. Uczestniczyła w plenerach i wystawach Związku Polskich Artystów Plastyków.

## Odznaczenia
- Nagroda Rady Wzornictwa Przemysłowego, 1962 i 1965
- I nagroda za projekty mebli na Międzynarodowych Targach Poznańskich, 1973
- Złota Odznaka Związku Polskich Artystów Plastyków
- Złoty Krzyż Zasługi[1]